# Clay Mathematics Institute
El Clay Mathematics Institute (CMI) és una fundació sense ànim de lucre de Cambridge (Massachusetts, USA), dedicada a incrementar i disseminar el coneixement matemàtic. Té diversos premis i incentius per a matemàtics prometedors. L'institut va ser fundat en 1998 per Landon T. Clay, qui la finança, i pel matemàtic Arthur Jaffe de la Universitat Harvard.
Tot i que la institució és coneguda per premiar a qui resolgui els problemes del mil·lenni, duu a terme un ampli catàleg d'activitats entre les quals es troben uns premis de recerca (Clay Research Award).

## Problemes del mil·lenni
L'activitat més coneguda d'aquesta fundació és l'establiment al maig de 2000 dels set problemes del mil·lenni. Els set problemes escollits són considerats pel CMI com a "preguntes clàssiques importants que no han estat resoltes en anys". La primera persona que aconsegueixi resoldre si més no un d'aquests problemes rebrà un premi d'un milió de dòlars per cadascun dels problemes matemàtics que hagi resolt.
Dels set problemes plantejats, la conjectura de Poincaré va ser resolta pel matemàtic Grigori Preleman l'any 2003. Una vegada que la solució va ser comprovada per la comunitat matemàtica, la institució li va oferir el premi del milió de dòlars. No obstant això, Preleman va decidir rebutjar-ho, al·legant que la seva contribució no era més important que la del matemàtic Richard Hamilton.